# Mitt eget land
Mitt eget land är en visa med musik av Olle Adolphson (1959), och text av Beppe Wolgers (1956). Den handlar om det Kalla kriget och rymdkapplöpningen, samt drömmen om fred.
Visan fanns med på Adolphsons EP Det gåtfulla folket 1961.  
Den finns även inspelad med Åse Kleveland (1965) och Inger Berggren (1965).